# Nationalstraße 326 (China)
Die Nationalstraße 326 (chinesisch 326国道, Pinyin 326 Guódào, englisch China National Highway 326), chin. Abk. G326, ist eine 1.562 km lange Fernstraße im Süden Chinas, die in Südwest-Nordost-Richtung auf dem Gebiet der regierungsmittelbaren Stadt Chongqing sowie in den Provinzen Guizhou und Yunnan verläuft. Sie beginnt in Xiushan und führt von dort über Yanhe, Zunyi, Dafang, Hezhang, Xuanwei, Shilin und Kaiyuan nach Hekou an der Grenze zu Vietnam.